# Alte Synagoge (Aachen)

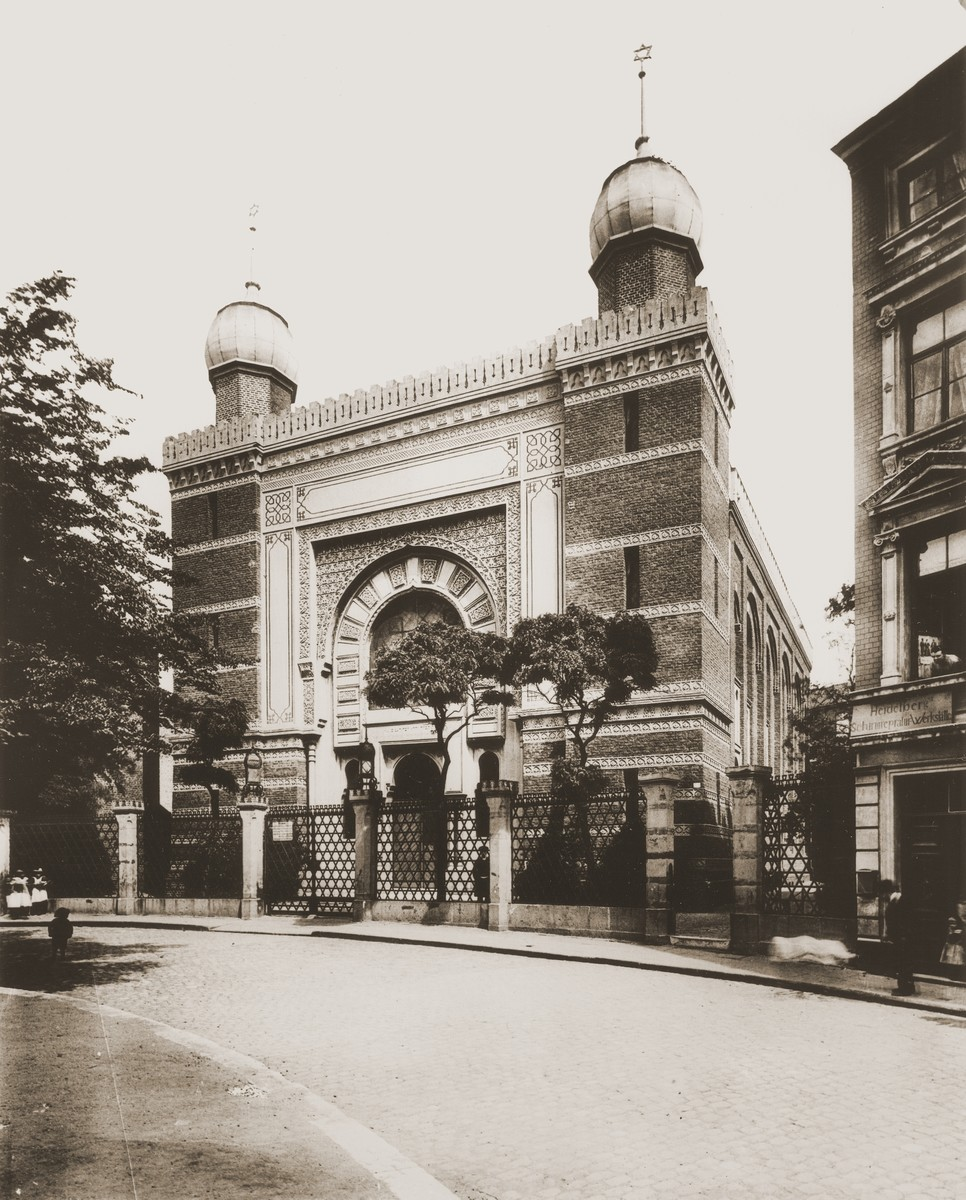
Alte Synagoge in Aachen

Die Alte Synagoge in Aachen war die erste Synagoge Aachens und wurde von 1860 bis 1862 nach Plänen und unter Aufsicht des Aachener Architekten Wilhelm Wickop für die Jüdische Gemeinde Aachen errichtet. Sie befand sich am „Promenaden-Platz“, der 1984 in „Synagogenplatz“ umbenannt wurde.

## Geschichte
Nachdem gemäß den Aufzeichnungen bis zu Beginn des 19. Jahrhunderts nur vereinzelt jüdisches Leben in Aachen nachgewiesen werden kann, schlossen sich in der Folgezeit die Bürger jüdischen Glaubens aus dem Raum Aachen immer häufiger zu Synagogengemeinden zusammen. Anfangs fand das jüdische Gemeindeleben vorwiegend in Privathäusern statt, bis am 4. Januar 1839 eine kleine provisorische Synagoge in einem Haus am Hirschgraben (829a, später Hausnummer 10) eingeweiht werden konnte. Ab 1854 entstanden im Regierungsbezirk Aachen mehrere Synagogengemeinden in Düren, Jülich, Geilenkirchen, Heinsberg-Erkelenz, Gemünd und ab 1861 schließlich auch in Aachen, zu der auch die jüdischen Familien in Aachens Vororten Burtscheid, Haaren, Kornelimünster, Richterich und Würselen gehörten. Ein Jahr später wurde daraufhin die erste offizielle Aachener Synagoge nach Plänen von Wilhelm Wickop am heutigen Synagogenplatz erbaut.
Der repräsentative Backsteinbau wurde im September 1862 in Anwesenheit der Aachener Honoratioren vom Bonner Rabbiner Ludwig Philippson eingeweiht. Im Grundstein wurde eine Urkunde beigefügt, in der auch geschrieben stand: „Unsere späteren Enkel mögen hieran erkennen, wie groß in unserem Zeitalter gottlob die Duldung gegen unsere Glaubensgenossen war und wie sehr unsere Gemeinde bei ihren christlichen Mitbürgern in Achtung gestanden hat.“ In den Jahren 1903 und 1929 wurde die Synagoge vergrößert und renoviert. Neben der Synagoge befand sich das Gemeindehaus, das 1868 durch einen Schulanbau erweitert wurde.

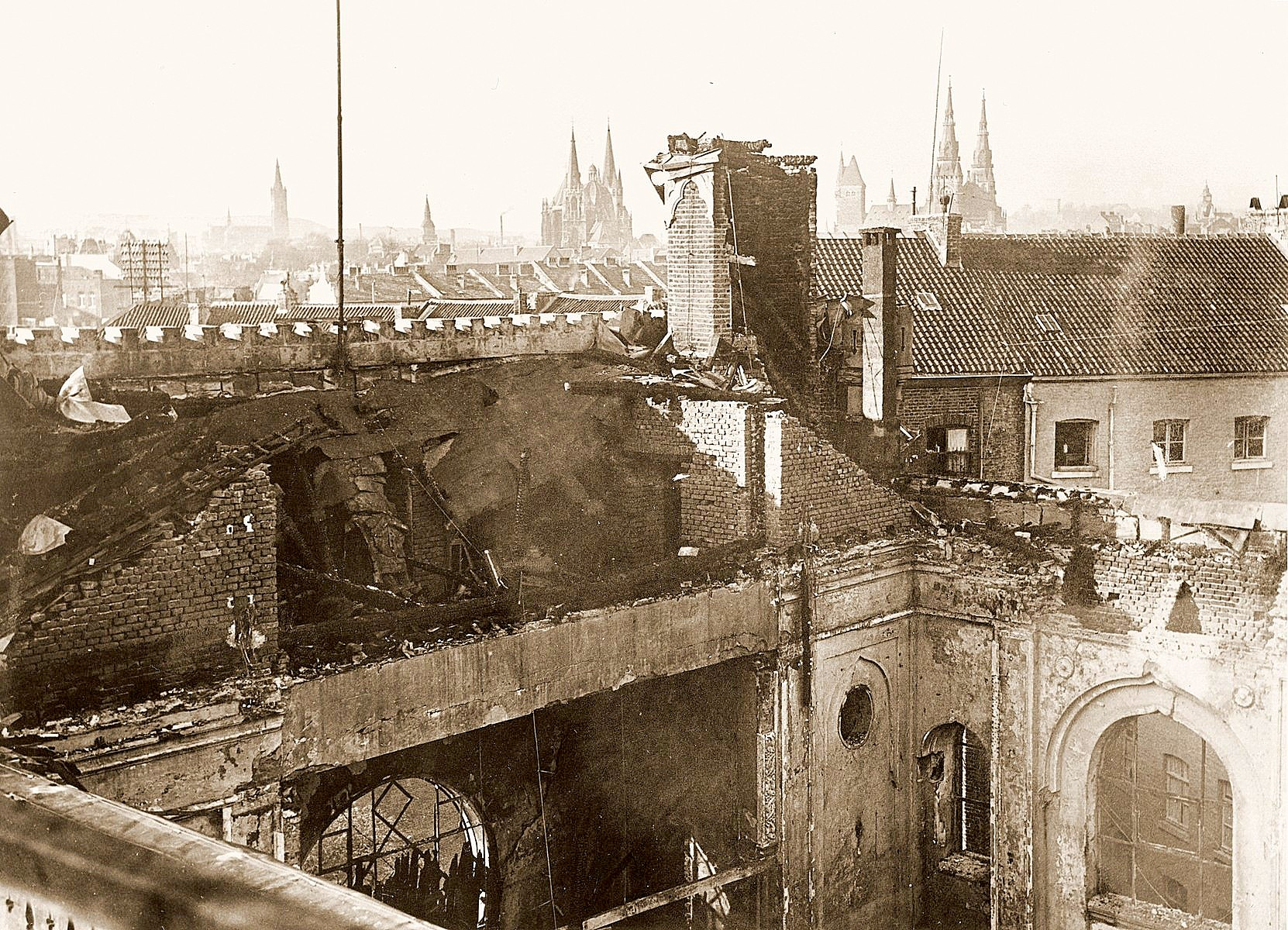
Ansicht der alten Synagoge, nach der Zerstörung 1938

Am Morgen des 10. November 1938 wurde die Synagoge in Brand gesteckt. Die Ritualien wurden vor der Inbrandsetzung beschlagnahmt. Die Ruine der Synagoge wurde im Auftrag der Stadt und auf Kosten der Jüdischen Gemeinde bis Ende 1938 abgetragen.
Nach dem Zweiten Weltkrieg richtete im Jahr 1957 die Jüdische Gemeinde Aachen als Übergangslösung einen Gemeindefestsaal und einen Gottesdienstraum in einer alten Patriziervilla in der Oppenhoffallee Nr. 50 ein. Erst im Jahr 1995 erhielt sie am Standort der alten Synagoge eine von Alfred Jacoby entworfene Neue Synagoge.

## Architektur und Ausstattung
„Die dreigliedrige Fassade bestand aus einem breiteren Mittelteil und zwei davon abgehobenen, schmalen eckturmähnlichen Seitenteilen. Diese waren einerseits horizontal gegliedert, insbesondere durch einen Wandfries in der Höhe des Türbogens, andererseits vertikal betont durch jeweils drei übereinander angeordnete schmale Maueröffnungen. Die charakteristische ‚neo-islamische‘ Gestaltung setzte sich fort in einer Portalanlage, die sich im Mittelrisalit bis zu fünf Sechstel der Gesamthöhe hinaufzog. Hauptelement des Portals war ein zurückspringendes quadratisches Wandrelief, strukturiert durch eine Rundbogentür und zwei hufeisenbogenförmige Fenster im unteren Bereich sowie einen darüber sich erhebenden breiten Rundbogen mit einem Rundfenster in seiner Mitte. Den Fassadenabschluß bildeten eine reich ziselierte Bogenkante und Zinnen, und über den Seitenteilen erhoben sich zwei polygonale überkuppelte Türmchen. Die Fassade ist breiter als das sich daran anschließende Langhaus. Das Innere der Synagoge wurde zu einem uns unbekannten Zeitpunkt gründlich renoviert. Ein Vergleich des Bildmaterials zeigt, dass die ursprüngliche reiche Innenausmalung und die zahlreichen Inschriftentafeln reduziert und entfernt wurden. Auffallend ist auch, daß die seitlichen Emporen demontiert worden sind. Die durch sie erforderliche Gliederung der Seiten in Rundbogenfenster oben und Rechteckfenster unten ist mit zweisprachigen Inschriften gefüllt worden. Die übrige Innenausstattung scheint unverändert geblieben zu sein.“

## Mahnmal

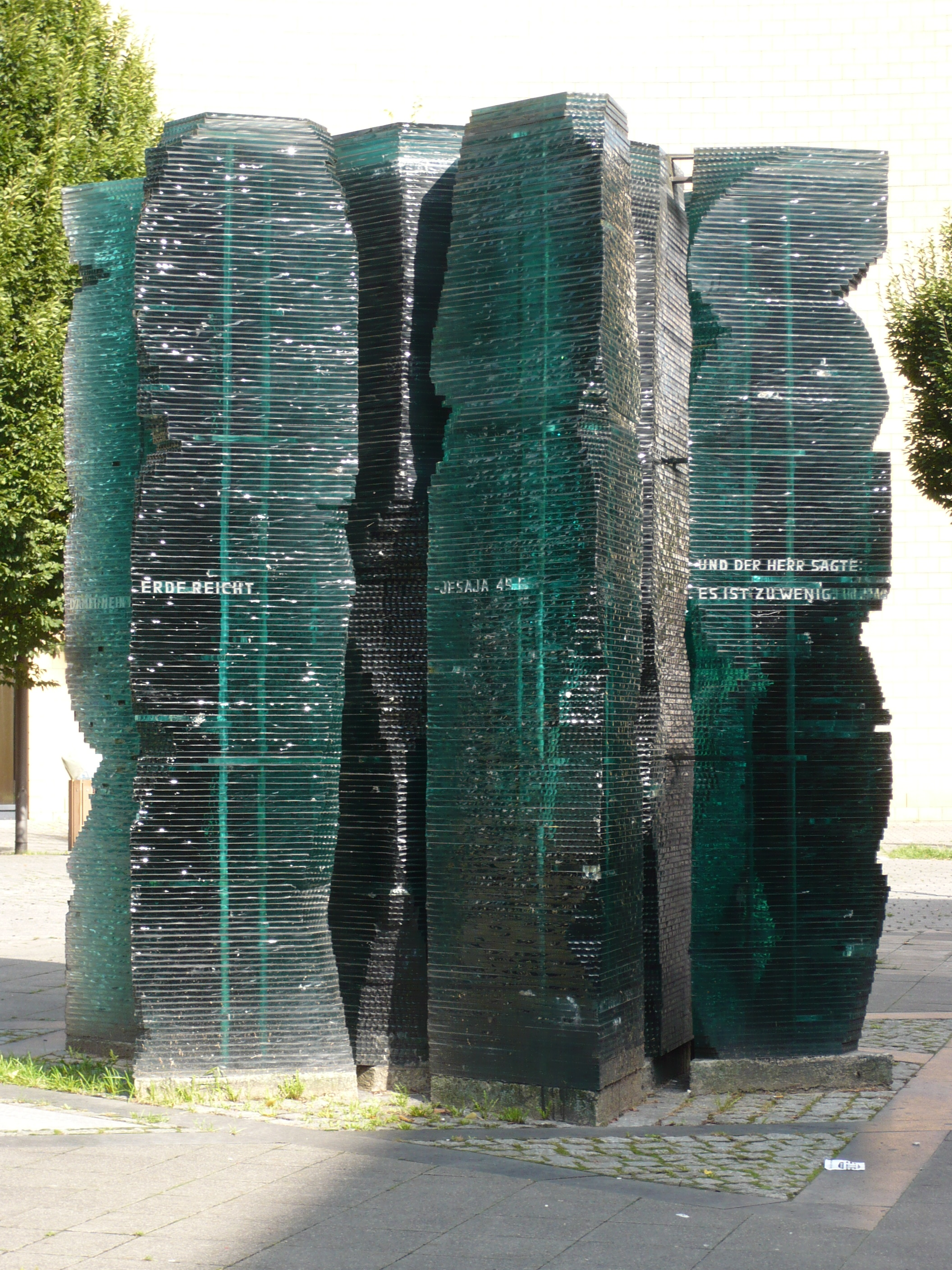
Mahnmal am Synagogenplatz in Aachen

Zur Erinnerung an die zerstörte Synagoge wurde 1986 auf dem ehemaligen Promenaden-Platz, der 1984 in Synagogenplatz umbenannt wurde, von den evangelischen und katholischen Kirchen der Stadt Aachen ein von Heinz Tobolla entworfenes Mahnmal aufgestellt. Es trägt die Inschrift: „Und der Herr sagte, es ist zu wenig, daß du Israel mein Knecht bist, nur um die Stämme Jakobs wieder aufzurichten. Ich mache dich zum Licht für die Völker, damit mein Heil bis an das Ende der Erde reicht. Jesaja 49,6“.
Auf einem Gedenkstein am Fuß des Mahnmals ist die Inschrift eingraviert: „Dieses Denkmal errichteten die Evangelische und die Katholische Kirche der Stadt Aachen zur Mahnung gegen jeglichen Haß und jede Feindschaft. 8. November 1984“.
Eine Stahltafel hinter dem Mahnmal trägt die Inschrift: „Das Denkmal stellt dar: Die Geschichte Israels als Stern aus David. Trotz vieler Schläge ragt er in seinem Wesen unzerstörbar in die Zukunft. – Die Bürger Aachens erinnern sich an diesem Platz an die Synagoge, die am 19. September 1862 ihrer heiligen Bestimmung übergeben wurde, von den Nazis am 8. November 1938 geschändet und zerstört.“